# 지미 브리앙
지미 브리앙(프랑스어: Jimmy Briand, 1985년 8월 2일 ~ )은 프랑스의 은퇴한 축구 선수이며, 포지션은 스트라이커, 윙어였다.
2002년 스타드 렌 FC에서 프로 무대에 데뷔했으며, 이후 2010년 올랭피크 리옹으로 이적하였다. 그 뒤 2014년 푸스발-분데스리가의 하노버 96로 팀을 옮겼으며, 2015년 EA 갱강에 입단해 프랑스 무대에 복귀하였다.
또한 2006년 프랑스 U-21 국가대표팀 소속으로 UEFA U-21 축구 선수권 대회에 출전하기도 했으며, 2010년 프랑스 국가대표팀에 데뷔하였다.